# Orgoglio e pregiudizio
Orgoglio e pregiudizio (Pride and Prejudice) è uno dei più celebri romanzi della scrittrice inglese Jane Austen, pubblicato il 28 gennaio 1813.

## Trama
(il famoso incipit del romanzo)
La famiglia Bennet è composta dai coniugi Bennet e dalle loro cinque figlie: Jane, Elizabeth (detta anche Lizzy), Mary, Catherine (detta anche Kitty) e Lydia. L'obiettivo della signora Bennet, vista la mancanza di un figlio maschio che possa ereditare la loro tenuta di Longbourn nell'Hertfordshire, è quello di vedere sposate tutte le figlie con uomini ricchi o per lo meno benestanti. Se la signora Bennet è una donna frivola e sciocca, il signor Bennet è un uomo intelligente, sarcastico e imprevedibile che ama prendersi gioco della moglie senza che quest'ultima se ne accorga. Egli è molto affezionato a Jane e ad Elizabeth, le sue due figlie preferite, dotate entrambe di un carattere assennato e ragionevole.
Quando il ricco e celibe signor Bingley si trasferisce a Netherfield, una bella dimora in affitto nelle vicinanze, la signora Bennet freme affinché le figlie gli vengano presentate quanto prima e prega il marito di presentarsi a porgere i propri omaggi al nuovo vicino. La donna intende infatti combinare un matrimonio tra il signor Bingley e una delle sue figlie e non vuole correre il rischio di vederselo accaparrato da qualche altra vicina. Il signor Bennet, nonostante l'apparente reticenza, fa visita al nuovo arrivato e le figlie gli vengono presentate durante il ballo dato da Sir William Lucas, un vicino di casa dei Bennet. Il signor Bingley è giunto a Netherfield in compagnia delle sue due sorelle, Caroline e la signora Hurst, del marito di quest'ultima, il signor Hurst, e del suo più caro amico, l’affascinante signor Darcy. È immediatamente evidente la grande ammirazione di Bingley per Jane. Al contrario, Darcy non mostra alcun interesse per la compagnia e quindi viene subito etichettato come uomo orgoglioso ed arrogante. Durante il ballo Elizabeth viene definita da Darcy "appena passabile”, ciò alimenta l’iniziale antipatia di Elizabeth nei suoi confronti.
Jane viene invitata dalle sorelle del signor Bingley a pranzo nella tenuta di Netherfield. La signora Bennet obbliga quindi la figlia ad andare all'appuntamento a cavallo, sperando che la pioggia la trattenga là per la notte; Jane però prende freddo e si ammala, rimanendo quindi a Netherfield per diversi giorni. Preoccupata, Elizabeth va a farle visita, percorrendo a piedi diverse miglia ed esponendosi quindi alle critiche delle sorelle di Mr Bingley. Elizabeth finisce per trattenersi a Netherfield per qualche giorno in attesa che Jane si rimetta del tutto. Durante la sua permanenza Elizabeth e il signor Darcy discutono vivacemente a proposito dei rispettivi caratteri, i due hanno quindi modo di conoscersi meglio.
Qualche giorno dopo, la famiglia Bennet riceve la visita del signor Collins, cugino delle ragazze nonché pastore anglicano. William Collins è per legge il legittimo erede di Longbourn e spera di poter sposare una delle figlie dei Bennet. La scelta ricade prima su Jane e poi su Elizabeth, che tuttavia cerca di evitarlo in ogni modo non essendo minimamente intenzionata a sposarlo. Nello stesso periodo le sorelle Bennet conoscono il giovane signor Wickham, un affascinante ufficiale dell'esercito. Wickham racconta ad Elizabeth di essere stato un tempo amico di Darcy, il quale però lo aveva privato della propria eredità comportandosi in modo davvero crudele e lasciandolo quasi in povertà. Il racconto inasprisce l'opinione che la giovane ha di Darcy ed Elizabeth finisce per prendere Wickham in simpatia. 

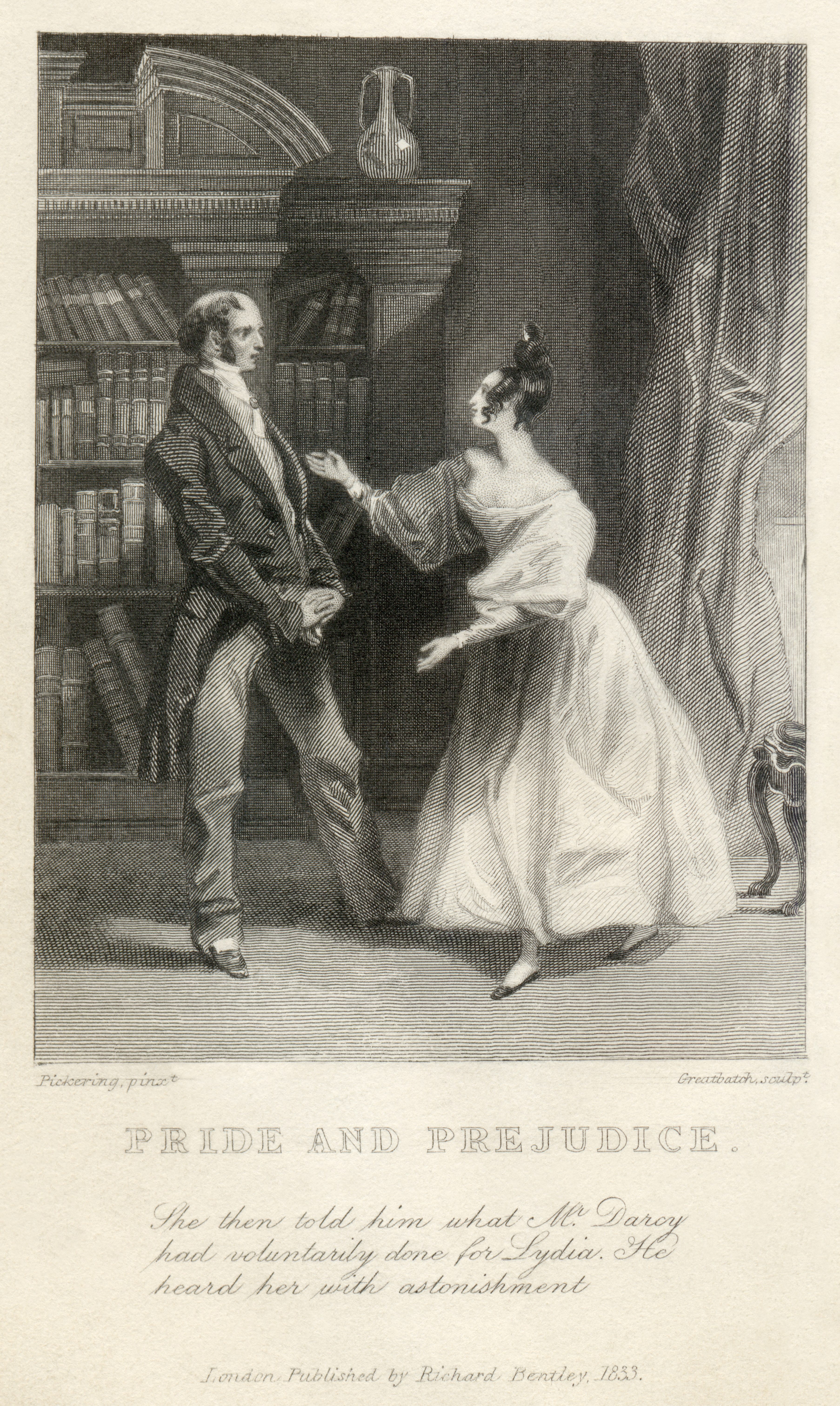
Elizabeth rivela al padre cosa Darcy ha fatto per Lydia (1833)

Il signor Bingley organizza un ballo a Netherfield. Il suo trasporto nei riguardi di Jane è visibile, tanto che la società locale dà il loro matrimonio per certo. Durante il ricevimento però alcuni membri della famiglia Bennet si comportano in modo imbarazzante ed Elizabeth se ne vergogna molto.
Pochi giorni dopo i Bingley, Darcy compreso, si trasferiscono improvvisamente a Londra, dove resteranno per tutto l'inverno. Elizabeth, letta la lettera che Caroline Bingley ha inviato a Jane, sospetta che le sorelle e Darcy abbiano intenzione di trattenere Bingley a Londra per porre fine al suo attaccamento per Jane e convincerlo invece a sposare la sorella minore di Darcy, Georgiana.
Nel frattempo il signor Collins chiede la mano di Elizabeth. Lei però rifiuta categoricamente nonostante le rimostranze della madre. Il signor Collins, deciso a tornare a casa con una moglie, sceglie allora di sposare Charlotte Lucas, migliore amica di Elizabeth, che, a 27 anni di età, era già considerata zitella ed era quindi impaziente di trovare marito.
In primavera Elizabeth si reca a fare visita al signore e alla signora Collins, nel loro cottage di campagna. Durante il suo soggiorno, che si prolunga per qualche settimana, Elizabeth riceve un’inaspettata proposta di matrimonio da parte del signor Darcy, innamorato da ormai parecchio tempo. Elizabeth però lo rifiuta: non ha infatti intenzione di accettare la mano dell’uomo che ha impedito la felicità dell’amatissima sorella Jane, separandola da Bingley. Inoltre Elizabeth è ancora influenzata dai racconti di Wickham. Il signor Darcy decide dunque di scriverle una lettera in cui spiega i motivi della sua decisione di separare Bingley e Jane, egli non voleva infatti che l’amico si imparentasse con una famiglia di rango tanto inferiore. Inoltre nella lettera Darcy sottolinea come in realtà sia stato il signor Wickham a comportarsi in modo ingrato nei suoi confronti e che egli aveva persino cercato di fuggire con la sorella di Darcy, mettendone dunque in pericolo la reputazione. Elizabeth è talmente sorpresa dalla lettera che cambia opinione su Darcy ed inizia a vergognarsi di essere stata preda dei propri pregiudizi.
Giunta l'estate, Elizabeth parte con gli zii londinesi, i signori Gardiner, per un viaggio di piacere nel Derbyshire. Durante il tragitto il gruppo si ritrova presso la stupefacente tenuta di Pemberley, di proprietà di Darcy. Convinta che il legittimo padrone non sia in casa, Elizabeth acconsente a visitare Pemberley. Tuttavia, durante la visita, incontra proprio il signor Darcy, rientrato prima del tempo; i modi di Darcy sono però molto mutati, egli infatti si presenta socievole, gentile e premuroso nei confronti di Elizabeth e degli zii di quest’ultima. Il giorno seguente Darcy presenta ad Elizabeth la sorella Georgiana, desideroso che le due giovani facciano amicizia. Elizabeth ha anche occasione di incontrare il signor Bingley, il cui comportamento le fa sperare che egli sia ancora innamorato di Jane.
Elizabeth viene però raggiunta da una pessima notizia: Lydia è scappata con Wickham, rovinando per sempre non solo la propria reputazione, ma anche quella di tutta la famiglia Bennet. Nell'emozione del momento Elizabeth racconta tutto a Darcy. Assieme agli zii la giovane rientra a Longbourn per poter assistere la madre, mentre lo zio raggiunge il signor Bennet a Londra per cercare la coppia di fuggitivi. Il signor Gardiner convince il signor Bennet a tornare a casa dalla famiglia e, pochi giorni dopo, avverte i Bennet di aver trovato Lydia e Wickham e di averli convinti a sposarsi. Qualche tempo più tardi Elizabeth viene però a sapere che è stato il signor Darcy a trovarli e a combinare il matrimonio, saldando i debiti di Wickham e pagandolo profumatamente.
Pochi giorni dopo Darcy e Bingley giungono a Longbourn col pretesto della stagione di caccia e Bingley chiede la mano di Jane, che accetta. Elizabeth viene invece sorpresa da una visita improvvisa della zia di Darcy, Lady Catherine De Bourgh, che pretende il suo impegno a non sposarsi mai con Darcy in quanto ciò potrebbe portare ad uno scandalo sociale data la differenza di rango dei due giovani. Elizabeth però si rifiuta, essendo ormai innamorata, e Darcy, che viene a sapere dell'accaduto, rinnova la proposta di matrimonio, che questa volta viene accettata con gioia. L'epilogo è il matrimonio tra Elizabeth e Darcy e quello tra Jane e Bingley.

## Personaggi

### Personaggi principali

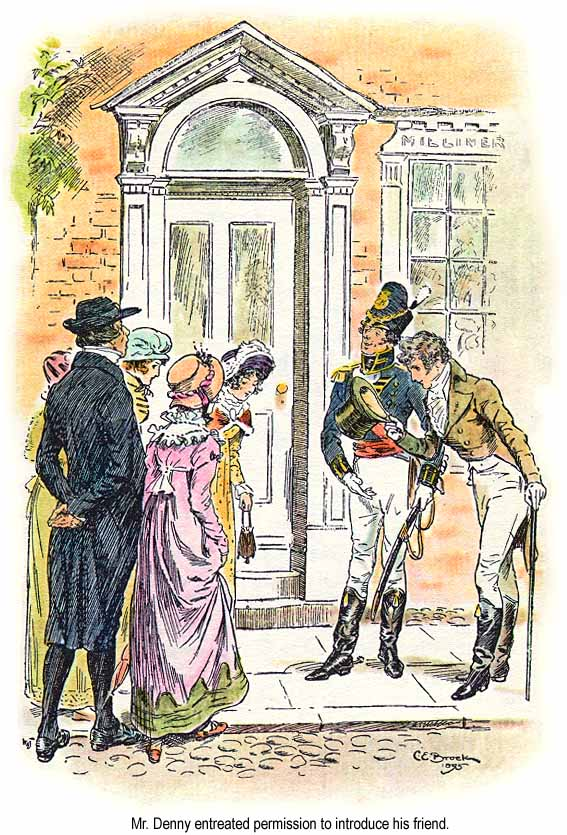
Mr Denny presenta alle sorelle Bennet un suo amico, George Wickham

- Elizabeth Bennet: è la protagonista femminile del romanzo, talvolta soprannominata Lizzy, una ragazza graziosa, intelligente e brillante. Secondogenita dei coniugi Bennet, non ancora ventunenne, è capace di scandalizzare con la sua impertinenza e di godere della comicità delle cose grazie all'ironia e alle battute taglienti. Si ritrova innamorata del signor Darcy più o meno verso la fine del romanzo. Inizialmente la giovane si era basata sui propri pregiudizi, giudicando Darcy come antipatico, troppo orgoglioso, quasi vanitoso e decisamente arrogante. Queste convinzioni, unite all’avversione causata dalla separazione di Jane e Bingley ad opera di Darcy stesso e all’iniziale simpatia provata per l’affascinante signor Wickham, la portano a rifiutare la prima proposta di matrimonio del giovane. Gradualmente però Elizabeth scopre in Darcy un individuo dal carattere amabile, generoso e determinato a conquistare il suo affetto. Nel corso del romanzo Lizzy compie un percorso di formazione: inizialmente infatti si lascia coinvolgere dai pregiudizi della società, ma in seguito dimostra grande umiltà e riesce a mettersi in discussione e ad ammettere i propri errori. Lizzy è inoltre dotata di un carattere particolarmente ironico e questo la rende la figlia prediletta del padre. Grazie alla spiccata intelligenza, determinazione e razionalità, Elizabeth non subisce minimamente l’autorità di coloro che si trovano in una posizione sociale più elevata. Non teme infatti Lady Catherine de Bourgh, e, seppure con il dovuto rispetto, è in grado di far valere le proprie ragioni evitando così di sottoporsi al volere della ricca aristocratica. Questo lato quasi ribelle del suo carattere è forse ciò che per primo ha attratto il signor Darcy, non essendo egli abituato ad una donna capace di tenergli testa. A differenza infatti della subdola Caroline Bingley, la cui tecnica di seduzione consiste nell’adulazione completa di Darcy, Elizabeth è capace di esporre le proprie opinioni dimostrando un’insolita franchezza per una donna del suo tempo.
- Jane Bennet: primogenita della famiglia Bennet, Jane è ovunque stimata per la sua bellezza, dolcezza e la bontà del suo carattere. Non riesce a vedere i difetti delle persone a causa della sua bontà di cuore che la rende ingenua. Non è per nulla vanitosa come invece sono le due sorelle minori. Si innamora quasi subito di Charles Bingley, il quale però verrà da lei allontanato per più di un anno, convinto dalla famiglia e dall’amico che il suo amore per lei non fosse ricambiato. Questo farà soffrire molto Jane, ma le permetterà anche di accorgersi della cattiveria delle sorelle di Bingley. Verso la fine del romanzo, i due giovani riescono a ricongiungersi ed a sposarsi.
- Fitzwilliam Darcy: ricco gentiluomo, con una rendita di oltre 10.000 sterline l'anno, è il proprietario dell'immensa tenuta di Pemberley, nel Derbyshire. Di carattere sprezzante e orgoglioso, è però un buon amico e un uomo onesto, dotato di alti principi morali. Si innamora quasi subito di Elizabeth, anche se combatte contro il suo amore per lei a causa della bassa estrazione sociale della giovane e degli imbarazzanti comportamenti assunti dalla madre di quest’ultima e dalle sorelle minori. Nel corso del romanzo avrà occasione di crescere moralmente, soprattutto in seguito al rifiuto di Lizzy alla sua prima proposta di matrimonio. Darcy, seppure ferito dai pregiudizi della giovane, fondati soprattutto sulle menzogne raccontate dal signor Wickham, riuscirà ad abbandonare il proprio orgoglio e la propria arroganza fino a scoprire il lato più socievole e premuroso del proprio carattere quando rincontrerà Lizzy a Pemberley. Per amore di Elizabeth ritrova a Londra la sorella Lydia, fuggita insieme a Wickham, e paga quest’ultimo affinché sposi la giovane ristabilendo così la reputazione della famiglia Bennet. Inoltre ammette l’errore di ever separato Bingley e Jane e spinge l’amico a ricongiungersi con l’amata.
- Charles Bingley: ricco gentiluomo, con una rendita di oltre 5.000 sterline l'anno, è dotato di un carattere socievole, schietto ed amichevole. A causa però della propria giovane età e della mancanza di determinatezza, viene facilmente influenzato dall'amico Darcy e dalle due sorelle minori. Affitta per l’estate la tenuta di Netherfield e, fin dal primo ballo, riesce a guadagnarsi la stima e l’ammirazione della comunità di Longbourn. Riuscirà a dichiararsi a Jane solo dopo che Darcy lo avrà convinto che il suo amore per la giovane è ricambiato.
- Signor Bennet: gentiluomo flemmatico e indolente è il marito della signora Bennet e il padre di Jane, Lizzy, Mary, Kitty e Lydia. Dal carattere particolarmente ironico, ama prendersi gioco della moglie. Si trova in contrasto con la società ipocrita e conformista della quale fa parte, e per questo motivo preferisce frequentemente chiudersi nella propria libreria piuttosto che partecipare alla vita sociale. È particolarmente legato a Elizabeth e Jane, le uniche figlie che considera assennate, in quanto giudica le tre minori sciocche e frivole.
- Signora Bennet: è la sciocca e invadente moglie del signor Bennet. Il suo matrimonio non le concede molte gioie, in quanto la sua ignoranza e totale mancanza di umorismo non le permette di entrare in sintonia con il marito. Riversa tutto il proprio impegno nel tentativo di trovare marito alle figlie, mettendo in mostra la pochezza del proprio carattere. Parla troppo, il suo unico interesse è il pettegolezzo e mette spesso in imbarazzo il resto della famiglia a causa del proprio comportamento fuori luogo.
- George Wickham: figlio dell’amministratore del padre di Darcy, di cui aveva catturato la simpatia, è un giovane molto bello e dai modi affascinanti. Il padre di Darcy, in punto di morte, gli aveva promesso un posto in un’importante parrocchia, indirizzandolo così ad una carriera ecclesiastica. Dopo la morte del protettore però, Wickham si rifiuta di prendere i voti e chiede a Darcy denaro per frequentare l’Università, ma finisce però per sperperare tutto in pochissimo tempo, senza completare gli studi. Decide allora di provare a sedurre la sorella minore di Darcy, Georgiana, progettando di fuggire insieme a lei per poter mettere le mani sulla dote di quest’ultima. La fuga va però all’aria e Wickham successivamente entra a far parte della milizia di Meryton, diffondendo menzogne e falsità su Darcy e guadagnandosi così la compassione della società di Longbourn. Verso la fine del romanzo scappa a Londra con Lydia, la minore delle sorelle Bennet, ma i due vengono ritrovati dal signor Gardiner e dal signor Darcy e costretti a sposarsi.
- Mary Bennet: terza delle sorelle Bennet è priva di doti naturali, per questo motivo riversa tutto il proprio impegno negli studi, rendendosi a volte eccessivamente pedante e saccente.
- Catherine Bennet: detta anche Kitty, ha due anni in più di Lydia. È priva di personalità e si fa spesso influenzare dalla sorella minore, dimostrandosi sciocca ed immatura.
- Lydia Bennet: ultima per età delle sorelle Bennet, è estremamente viziata dalla madre e si comporta da civetta. La sua sconsideratezza mette spesso in imbarazzo le due sorelle maggiori. Approfittando dell'eccessiva indulgenza dei genitori, fugge a Londra con Wickham, compromettendo così non solo il proprio onore ma anche quello dell’intera famiglia. Riuscirà a sposarsi solo grazie all’intervento di Darcy, ma non comprende mai fino in fondo la gravità del proprio errore.
- William Collins: cugino del Signor Bennet, è il legittimo erede della tenuta di Longbourn, in quanto i coniugi Bennet non hanno figli maschi. Rettore del beneficio ecclesiastico di Lady Catherine de Bourgh, la sua scarsa intelligenza lo porta a venerare la propria patronessa e lo rende pedante e noioso agli occhi delle cugine. Dopo aver meditato di fare una proposta di matrimonio a Jane ed essersi dichiarato a Elizabeth, sposa infine Charlotte Lucas, pur non essendone minimamente innamorato. Jane Austen lo descrive come "un misto di superbia e servilismo, di boria e di bassa umiltà".
- Charlotte Lucas: migliore amica e vicina di casa di Elizabeth, è priva di mezzi finanziari e non abbastanza carina il che, a ventisette anni, la condanna alla condizione di zitella. Alla fine, accetta la mano del signor Collins soltanto per sistemarsi e cerca di ricavare la propria serenità da quanto la vita le può offrire.

### Altri personaggi
- Caroline Bingley: sorella ancora nubile di Charles Bingley, è molto snob e spera di riuscire a sposare Darcy. Disprezza tutti quelli al di sotto del suo rango, specialmente la famiglia Bennet ed Elizabeth, di cui è particolarmente invidiosa per la preferenza che Darcy mostra verso di lei.
- Louisa Hurst: sorella di Charles Bingley, altezzosa quanto la sorella Caroline, è sposata con il Signor Hurst.
- Georgiana Darcy: sorella minore di Darcy, sedicenne dai modi semplici e cortesi. Georgiana è caratterizzata da una profonda timidezza, spesso scambiata per orgoglio. Inoltre, è molto abile nel suonare il pianoforte. Diventerà amica di sua cognata Elizabeth, che, grazie al proprio carattere deciso e determinato, riuscirà ad infonderle più sicurezza e autostima.
- Lady Catherine de Bourgh: aristocratica zia di Darcy, è una donna altera e autoritaria. Benefattrice del Signor Collins, non conosce affabilità che possa far dimenticare l'inferiorità sociale dei suoi interlocutori. Ha un'unica figlia, Anne, che desidera sposi il nipote Darcy, come aveva progettato insieme alla madre di quest'ultimo.
- Signor Hurst: gentiluomo insipido e superficiale. Non si interessa del prossimo o di quello che lo circonda avendo come uniche preoccupazioni il divertimento, il bere e le carte.
- Anne de Bourgh: figlia di Lady Catherine de Bourgh, è una giovane dall'aspetto pallido e gracile. Parla pochissimo e vive succube del carattere forte della madre. Nonostante le aspettative di quest’ultima, non mostra alcun interesse per Darcy.
- Colonnello Fitzwilliam: cugino di Darcy, non è particolarmente bello, ma è dotato di un comportamento da gentiluomo e di un dialogo piacevole ed educato.
- Signore e Signora Gardiner: zii delle sorelle Bennet, sono molto sensibili e ben educati, nonostante la condizione borghese, all'epoca sdegnata da chi viveva di rendita. Molto legati ad Elizabeth e Jane, trascorreranno una vacanza con la prima nelle contee del nord e ospiteranno la seconda a Londra nella loro casa di Cheapside. Inoltre, intervengono in soccorso dei Bennet aiutandoli nel favorire le nozze tra Lydia e Wickham.
- Signora Philips: sorella del Signor Gardiner e della Signora Bennet, è per carattere più simile a quest'ultima. Vive a Meryton, vicino a Longbourn, e spesso le nipoti le fanno visita sperando di incontrare gli ufficiali che sono di stanza proprio nella cittadina.
- Sir William Lucas: vicino dei Bennet e padre di Charlotte. Uomo affabile ma non particolarmente brillante, si impressiona facilmente davanti a persone di rango elevato e vive nel ricordo della sua presentazione a Corte avvenuta molti anni prima.
- Maria Lucas: figlia sempliciotta di Sir William e sorella di Charlotte, accompagnerà Elizabeth nel Kent a trovare i coniugi Collins.

## Adattamenti cinematografici e televisivi

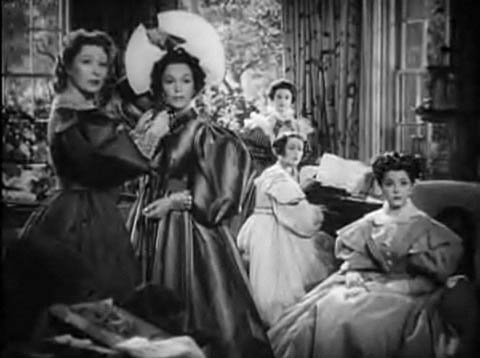
Le sorelle Bennet nella versione cinematografica del 1940

- 1940: Orgoglio e pregiudizio, di Robert Z. Leonard, con Laurence Olivier nel ruolo di Darcy e Greer Garson come Elizabeth.
- 1949: Orgoglio e pregiudizio, diretto da Fred Coe per la NBC.
- 1952: Orgoglio e pregiudizio, miniserie della BBC diretta da Campbell Logan, sceneggiata da Cedric Wallis e con Peter Cushing nella parte di Darcy.
- 1957: Orgoglio e pregiudizio, sceneggiato televisivo Rai diretto da Daniele D'Anza, con Franco Volpi nel ruolo di Darcy, Virna Lisi in quello di Elizabeth ed Enrico Maria Salerno nei panni di Wickham.
- 1958: Orgoglio e pregiudizio, miniserie della BBC diretta da Barbara Burnham e sceneggiata sempre da Wallis.
- 1967: Orgoglio e pregiudizio, miniserie della BBC diretta da Joan Craft.
- 1980: Orgoglio e pregiudizio, serie televisiva della BBC con Elizabeth Garvie nella parte di Elizabeth e David Rintoul come Darcy, adattata da Fay Weldon e diretta da Cyril Coke.
- 1995: Orgoglio e pregiudizio, miniserie televisiva della BBC con Colin Firth nel ruolo di Darcy e Jennifer Ehle nel ruolo di Elizabeth, adattata da Andrew Davies.
- 2001: Il diario di Bridget Jones, contiene alcuni dei temi del romanzo austeniano e il personaggio di Mark Darcy (interpretato di nuovo da Colin Firth) è così chiamato per un intenzionale omaggio al personaggio originario.
- 2004: Matrimoni e pregiudizi, rielaborazione indiana in abiti moderni, diretto da Gurinder Chadha con Aishwarya Rai e Martin Henderson.
- 2005: Orgoglio e pregiudizio, film diretto da Joe Wright con Keira Knightley e Matthew Macfadyen.
- 2008: Lost in Austen, miniserie inglese con Jemima Rooper, una giovane inglese dei giorni nostri che si ritrova catapultata nella realtà del suo libro preferito.
- 2013: The Lizzie Bennet Diaries, webserie in chiave moderna su YouTube ideata da Bernie Su, con Ashley Clements e Daniel Vincent Gordh.
- 2016: PPZ - Pride + Prejudice + Zombies, tratto dall'omonimo libro di Seth Grahame-Smith, narra le vicende tradizionali ma in chiave Horror.
- 2016: Before the Fall, film diretto da Byrum Geisler, con Ethan Sharrett e Chase Conner, una rivisitazione del romanzo in cui entrambi i protagonisti sono uomini, ambientata nella Virginia rurale dei giorni nostri.
- 2022: Fire Island, film diretto da Andrew Ahn con Joel Kim Booster e Conrad Ricamora, narra le vicende tradizionali ma ambientate nella comunità gay di Fire Island.

## Influenza culturale
Secondo una ricerca dell'associazione non profit Online Computer Library Center, Orgoglio e pregiudizio risulta essere al 32º posto nella classifica dei libri più richiesti alle biblioteche di tutto il mondo.
Romanzi ispirati:
- Il diario di Bridget Jones di Helen Fielding, che inoltre cita più volte la miniserie televisiva del 1995 con Colin Firth (attore scelto dalla stessa Fielding per interpretare Marc Darcy nel film omonimo)[3].
- L'indipendenza della signorina Bennet di Colleen McCullough narra le vicende di Mary Bennet vent'anni dopo i matrimoni delle sorelle.
- Longbourn House di Jo Baker, ambientato tra la servitù di Longbourn, la residenza dei Bennet, segue le vicende personali della cameriera Sarah che si intrecciano con quelle della famiglia[4].
- Il diario di Mr. Darcy di Amanda Grange, dove le vicende del romanzo originale vengono narrate dal punto di vista di Darcy fornendoci la sua visione dei fatti.
- Darcy's Story e Dialogue with Darcy di Janet Aylmer.
- Jane Austen Ruined My Life e Mr. Darcy Broke My Heart di Beth Pattillo.
- Matrimonio di convenienza di Felicia Kingsley.
- Proprio come Mr. Darcy: Find me di Cristina Scoppa 2023 Land Editore

Sequel:
- I romanzi di Carrie Bebris, sequel sotto forma di romanzo giallo-romantico: Orgoglio e preveggenza, Sospetto e sentimento, Le ombre di Pemberley e L'enigma di Mansfield Park.
- I romanzi di Elizabet Aston che coinvolgono le figlie e le cugine di Darcy ed Elizabeth: Mr. Darcy's Daughters, The Exploits and Adventures of Miss Alethea Darcy e altri seguiti.
- Pemberley: Or Pride and Prejudice Continued e An Unequal Marriage: Or Pride and Prejudice Twenty Years Later di Emma Tennant;
- The Book of Ruth di Helen Baker;
- Precipitation – A Continuation of Miss Jane Austen's Pride and Prejudice  di Helen Baker;
- Searching for Pemberley by Mary Simonsen e Mr. Darcy Takes a Wife e i suoi sequel
- Darcy & Elizabeth: Nights and Days at Pemberly di Linda Berdoll.
- Morte a Pemberley (Death Comes to Pemberley), della autrice di romanzi gialli P.D. James

Parodie:
- Orgasmo e pregiudizio - Il sesso perduto di Jane Austen di Arielle Eckstut riscrive i romanzi della Austen inserendo delle improbabili scene erotiche andate perdute nel tempo.

- Orgoglio, pregiudizio e paperi realizzata da Teresa Radice (storia e adattamento) e Stefano Turconi (disegni) apparso sui numeri #3292,[5] #3293 e #3294 di Topolino[6]. Qui i paperi Disney vestono i panni dei personaggi austeniani, troviamo le sorelle Pennet: Jane impersonata da Paperetta Yè yè, Elizabeth da Paperina ed Ely, Emy ed Evy come Mary, Lydia e Kitty la cui tranquilla vita sentimentale è messa a soqquadro dall'arrivo di Mr Bingpap (Mr Bingley impersonato da Paperoga) e da Donald Duckcy (Paperino nelle vesti di Mr Darcy). Altri cammei sono Pico de Paperis nei panni del signor Collins e Gastone come Mr Wickham. In questo adattamento Lady Catherine De Bourgh è sostituita da Paperon De Bourgh (Paperone).
- Orgoglio e pregiudizio e zombie è invece una riscrittura parodistica del romanzo, opera di Seth Grahame-Smith, in cui all'originale si uniscono elementi classici del genere horror-zombie.

## Edizioni italiane
- Orgoglio e prevenzione, traduzione di Giulio Caprin, Milano, Mondadori, 1932. - poi col titolo Orgoglio e pregiudizio.
- Orgoglio e pregiudizio, traduzione di Italia Castellini e Natalia Rosi, Collana Romanzi italiani e stranieri n°2, Roma, Tariffi, 1945,  p. 368. - Newton Compton, Roma - audiolibro letto da Paola Cortellesi, Emons Audiolibri, 2009.
- Orgoglio e pregiudizio, traduzione di Berto Minozzi, Milano, Cavallotti, 1950.
- Orgoglio e pregiudizio, traduzione di Maria Luisa Agosti Castellani, Collana BUR n.496-499, Milano, Rizzoli, 1952 - Collana Grandi Classici, BUR, 2012.
- Orgoglio e pregiudizio, traduzione di Alessandra B. Migliarini, Boschi, 1956.
- Orgoglio e pregiudizio, traduzione di Giorgio Milesi, Milano, Maradei, 1957.
- Orgoglio e pregiudizio, traduzione di Luciana Silvestri, Milano, Labor, 1957.
- Orgoglio e pregiudizio, traduzione di Luisa Chini, Bologna, Capitol, 1959.
- Orgoglio e pregiudizio, traduzione di Vittorina Bellacomba, Torino, UTET, 1959.
- Orgoglio e pregiudizio, traduzione di Rosa Pino, Collana I Darling n.2, Milano, Fabbri Editori, 1968,  p. 231.
- Orgoglio e pregiudizio, traduzione di Maria Pia Balboni, Collana I grandi della Letteratura, Milano, Fabbri Editori, 1973,  p. 380.
- Orgoglio e pregiudizio, traduzione di Isa Maranesi, Collana I Grandi Libri, Milano, Garzanti, 1975. - Milano, TEA, 2024.
- Orgoglio e pregiudizio, traduzione di Stefania Censi, Roma-Napoli, Theoria, 1994,  p. 442.
- Orgoglio e pregiudizio, traduzione di Susanna Basso, Collana I Classici Classici, Milano, Frassinelli, 1996,  p. 392.
- Orgoglio e pregiudizio, traduzione di Cecilia Montonati, Colognola ai Colli, Demetra, 1999-2017. - trad. rivista da Barbara Ponti, Collana Biblioteca ideale, Giunti, Firenze, 2006, ISBN 978-88-090-3371-9, p. 463.
- Orgoglio e pregiudizio, traduzione di Barbara Placido, Introduzione di Ginevra Bompiani, La Biblioteca di Repubblica, Roma, Gruppo L'Espresso, 2004-2017.
- Orgoglio e pregiudizio, traduzione di Fernanda Pivano, Collana ET Classici, Torino, Einaudi, 2007.
- Orgoglio e pregiudizio, traduzione di Melania La Russa, Siena, Barbera, 2007. - Prefazione di Sara Poledrelli, Collana UEF. I Classici, Milano, Feltrinelli, 2013; Theoria, 2017; Foschi, 2017-2020; Rusconi, 2017-2020; Liberamente, 2018.
- Orgoglio e pregiudizio, traduzione di Giovanna Ponte, Milano, Dalai, 2011.
- Orgoglio e pregiudizio, traduzione di Giuseppe Ierolli, jausten.it, 2011.
- Orgoglio e pregiudizio, traduzione di Maria Laura Celona, Selino's, 2012, ISBN 978-88-959-6642-7.
- Orgoglio e pregiudizio, traduzione di Claudia Manzolelli, Milano, Rizzoli, 2013-2017. - Introduzione di Melania Mazzucco, Milano, BUR, 2018.
- Orgoglio e pregiudizio, traduzione di Marina Migliavacca Marrazza, Collana Classici, Novara, De Agostini, 2016, ISBN 978-88-511-3839-4.
- Orgoglio e pregiudizio, traduzione di Chiara Codecà, Collana I Classici, Milano, Bompiani, 2018, ISBN 978-88-452-9736-6.